# Emil Eljas
Emil Eljas, född 21 oktober 1880 i Söderbärke socken, död 9 oktober 1959 i Stocksund, Danderyds församling, var en svensk skolman.
Emil Eljas var son till bergsmannen Daniel Eliasson. Efter folkskollärarexamen 1901 och mogenhetsexamen 1905 samt lärartjänst i Falun blev han överlärare vid folkskolan i Djursholm 1908. Eljas tjänstgjorde 1927–1930 tidvis som vikarierande folkskoleinspektör. Han blev 1930 ordförande i Sveriges överlärarförbund, 1931 ledamot av centralstyrelsen för Sveriges allmänna folkskollärarförening och 1936 ordförande där. Eljas var bland annat ledamot av granskningsnämnden för läroböcker i kristendom från 1927, ledamot av allmänna lönenämnden från 1937 och var sakkunnig i 1937 års folkskoleutredning. I Djursholm anlitades han för flera kommunala uppdrag. Eljas utgav 1920 De grå gården, en samling legender från häxprocesserna i Dalarna under 1600-talet och 1922 läseboken Ur religionens värld.